# Michael Levin (Schauspieler)
Michael Alan Levin (* 8. Dezember 1932 in Minneapolis, Minnesota; † 6. Januar 2023 in Mount Kisco, New York) war ein US-amerikanischer Schauspieler.

## Leben
Levin wurde in Minneapolis geboren. Nach seiner Schulzeit diente er zwei Jahre in der United States Navy und studierte im Anschluss an der Universität von Minnesota.
Am 10. Juli 1960 heiratete er Loretta Chiljian; die Ehe wurde geschieden. Von 1965 – bis zu seinem Tod – war er mit der Autorin Elizabeth Levin in zweiter Ehe verheiratet. Aus den beiden Ehen stammen die Söhne Jason und Aaron.
Levin verstarb im Alter von 90 Jahren im Northern Westchester Hospital in Mount Kisco. Seine Asche wurde der Familie übergeben.

## Karriere
Nach Schauspielunterricht zusammen mit Jack Nicholson und Robert Blake in Kalifornien startete er seine Bühnenkarriere 1962 am neu eröffneten Tyrone Guthrie Theater in Minneapolis. Dort spielte er unter anderem an der Seite von Hume Cronyn und Jessica Tandy.
Nach seinem Umzug nach New York City spielte Levin zahlreiche Stücke für das Repertory Theatre am Lincoln Center unter der Leitung von Jules Irving und für das American Shakespeare Theatre in Stratford, Connecticut.
Am Broadway spielte er 1965 in The Royal Hunt of the Sun an der Seite von David Carradine und 1970 in drei Stücken: Camino Real von Tennessee Williams an der Seite von Al Pacino, Operation Sidewinder von Sam Shepard an der Seite von Garrett Morris und in Bertolt Brechts Die gute Frau von Setzuan mit Colleen Dewhurst.
Eine erste Rolle vor der Kamera hatte er 1967 in der Fernsehserie Heiße Spuren. Nach einem Werbespot für die Fluggesellschaft Alitalia, in dem er einen italienischen Pressesprecher der Gesellschaft spielte, bekam er die Rolle des italienisch-amerikanischen Reporters Jack Fenelli in der Seifenoper Ryan’s Hope auf ABC. Levin war sowohl in der ersten als auch letzten Folge der Serie: insgesamt in 1074 Folgen.
Ryan’s Hope lief von Juli 1975 bis Januar 1989 und handelt von Maeve und Johnny Ryan, gespielt von Helen Gallagher und Bernard Barrow, die in New York City gegenüber einem Krankenhaus die Kneipe „Ryan’s“ betreiben.
Er und Kate Mulgrew, in der Rolle von Johnnys und Maeves Tochter Mary, einer Fernsehreporterin, waren damals eines der beliebtesten Fernsehpaare. Im Filmjahr 1976 heirateten Jack und Mary in einer Zeremonie, die in der St. Benedict the Moor Church in der West Side von Manhattan gefilmt wurde. Nach Mulgrews Ankündigung, die Serie verlassen zu wollen, wurde diese 1979 aus der Serie geschrieben und ihre Figur Mary starb in Jacks Armen nach einem von der Mafia arrangierten Autounfall. 1983 kehrte Mulgrew noch einmal in ihre Rolle, diesmal als Geist, zurück.
Nach Ryan’s Hope wirkte Levin in zwei weiteren Seifenopern mit: als John Eldridge in Jung und Leidenschaftlich – Wie das Leben so spielt auf CBS und als Dr. Tim Gould in All My Children auf ABC. Er wirkte auch in Fernsehserien wie Der Equalizer und Law & Order mit.
In einem Interview im Jahr 1978 sagte er über den Beruf des Schauspielers:

“In this profession, you don’t have a lot of control over your own life. […] It’s a silly thing to say, but if I had it all to do over again, and I could change anything I wanted to change, I would pick a profession where I could have a little bit more control. Maybe I’d be an architect or something like that.”

„In diesem Beruf hat man nicht viel Kontrolle über sein eigenes Leben. […] Es ist dumm, das zu sagen, aber wenn ich alles noch einmal machen könnte und alles ändern könnte, was ich ändern wollte, würde ich einen Beruf wählen, bei dem ich etwas mehr Kontrolle hätte. Vielleicht wäre ich Architekt oder so etwas in der Art.“

Im deutschen Sprachraum wurde Levin unter anderem von Klaus Abramowsky und Erich Nieswandt synchronisiert.

## Nominierungen
Levin war von 1978 bis 1980 drei Jahre lang in Folge für den Daytime Emmy Award in der Kategorie „Outstanding Actor in a Daytime Drama Series“ (dt. Herausragender Schauspieler in einer Daytime-Dramaserie) für seine Darstellung in Ryan’s Hope nominiert. Außerdem wurde er von den Nutzern der Website We Love Soaps im Jahr 2010 auf Platz 24 der „50 größten Soap-Darsteller aller Zeiten“ gewählt.

## Filmografie (Auswahl)
- 1967: Heiße Spuren (N.Y.P.D.)
- 1975–1989: Ryan’s Hope
- 1985: Der Equalizer
- 1991–1992: Jung und Leidenschaftlich – Wie das Leben so spielt
- 1992–1995: Law & Order
- 1993: All My Children
- 1995: New York News – Jagd auf die Titelseite (New York News)

## Theater (Auswahl)
- 1963–1964: Hamlet und andere (Tyrone Guthrie Theater, Minneapolis)[1]
- 1965–1966: The Royal Hunt of the Sun (ANTA Playhouse, New York City)[6][7]
- 1970: Camino Real (Vivian Beaumont Theatre, New York City)[6][7]
- 1970: Operation Sidewinder (Vivian Beaumont Theatre, New York City)[6][7]
- 1970: The Good Woman of Setzuan (Vivian Beaumont Theatre, New York City)[6][7]